# Harrell, Arkansas
Harrell là một thị trấn thuộc quận Calhoun, tiểu bang Arkansas, Hoa Kỳ. Năm 2010, dân số của thị trấn này là 254 người.

## Dân số
- Dân số năm 2000: 293 người.
- Dân số năm 2010: 254 người.